# Saulius Skvernelis

Saulius Skvernelis (2024)

Saulius Skvernelis (* 23. Juli 1970 in Kaunas, Litauische SSR) ist ein litauischer Verwaltungsjurist und Politiker, seit 2016 Seimas-Mitglied und seit dem 14. November 2024 litauischer Parlamentspräsident, Vorsitzender des Seimas der Republik Litauen. Vom 13. Dezember 2016 bis 11. Dezember 2020 war er Premierminister Litauens und Leiter des Minister-Kabinetts, zuvor Innenminister (2014–2016) und General-Polizeikommissar. Seit Februar 2022 ist er Vorsitzender der Demokratischen Partei Litauens.

## Leben
Ab 1977 besuchte er die Schule in Kapsukas in der damaligen Litauischen SSR. Nach dem Abitur mit einem Silber-Medaille-Abschluss an der Jonas-Jablonskis-Mittelschule in Marijampolė studierte er 1989 bis 1990 zwei Semester Physik an der Universität Vilnius. Von 1990 bis 1994 absolvierte Skvernelis ein Diplomstudium zum Ingenieur für Fahrzeugtechnik an der Technischen Universität in Vilnius. 2005 erwarb er an der Mykolas-Romeris-Universität den Master in Verwaltungsrecht.
Da er unweit der polnischen Grenze aufwuchs, erlernte er, ebenso wie andere litauische Grenzbewohner, auch die polnische Sprache.
Von 1994 bis 1998 war er Assistent am Lehrstuhl für Polizeirecht und berufliche Taktik an der Mykolas-Romeris-Universität. Von 1998 bis 1999 war er Kommissar-Inspektor der Polizei in Trakai und übernahm später mehrere leitende Posten. Von April 2008 bis 2011 war er stellvertretender Polizeigeneralkommissar Litauens. Von Februar 2011 bis November 2014 war er litauischer Polizeigeneralkommissar.
Von November 2014 bis April 2016 war er Innenminister im Kabinett Butkevičius.
Bei der Parlamentswahl im Oktober 2016 trat Skvernelis als Spitzenkandidat der Partei LVŽS (Bund der Bauern und Grünen) an. Die LVŽS erhielt überraschend 21,5 Prozent der Stimmen und kam auf 54 von 141 Sitzen (2012: 3,9 Prozent; ein Sitz). Seit dem 14. November 2016 ist Skvernelis Seimas-Mitglied. Am 22. November 2016 wurde er vom litauischen Parlament (90 von 127 Parlamentariern stimmten für ihn) zum Premierminister Litauens gewählt und mit der Regierungsbildung beauftragt. Vom 13. Dezember 2016 bis zum 11. Dezember 2020 leitete er die Regierung Litauens. Nachdem Skvernelis bei der Präsidentschaftswahl im Mai 2019 den Einzug in die Stichwahl verfehlt hatte, kündigte er seinen eventuellen Rücktritt zum 2. Juli 2019 an. Später verschob er die Entscheidung auf den 12. Juli, an dem Gitanas Nausėda das Präsidentenamt antritt. Skvernelis war Mitglied im 12. Seimas, Oppositionsführer im 13. Seimas und seit dem 14. November 2024 ist er Vorsitzender des 14. Seimas.

## Familie und Privates
Sein Vater war Schlosser und seine Mutter arbeitete zu Hause. Skvernelis selber ist zum zweiten Mal verheiratet. Mit seiner Frau Silvija Skvernelienė (* 1978 als Kirdonytė in Marijampolė), Finanzistin, ist er seit 2006 verheiratet und hat die Tochter Eglė (* 2009) und den Sohn Tadas (* 2016).
Im August 2019 gab Skvernelis bekannt, dass er an Lymphdrüsenkrebs der Stufe I leidet. Er unterzog sich im Folgenden einer Chemotherapie und hofft auf eine vollständige Heilung, da die Krankheit nicht gestreut hat.
Skvernelis wohnt im Dorf Smigliai, im Amtsbezirk Zujūnai  der Rajongemeinde Vilnius, 4,5 km westlich vom Vilniusser Stadtteil Lazdynai. Seine Hobbys sind Sport, Geschichte und Gartenarbeit.

## Politische Positionen
Skvernelis will nach eigenen Angaben gegen soziale Ungerechtigkeit vorgehen, den prowestlichen Kurs des EU- und NATO-Mitglieds Litauen fortsetzen und die Verteidigungsausgaben erhöhen. Er kündigte Maßnahmen gegen Armut und Alkoholismus sowie gegen die hohe Auswanderungsrate an. Die Auswanderung einer großen Zahl von Litauern vor allem nach Großbritannien hat sich in den vergangenen Jahren als Problem herausgestellt. Die Einwohnerzahl schrumpfte von 3,5 Millionen 2001 auf 2,9 Millionen im Jahr 2015.